# Брюссоло, Серж
Серж Брюссоло́ (фр. Serge Brussolo, род. 31 мая 1951, Париж) — французский писатель-фантаст, мать которого из России.
Дебютировал в 1972 году рассказом «Беглец». С начала 80-х годов публиковал романы с производительностью станка до 10 ежегодно. Всего с 1982 по 1999 опубликовал 72 книги. По роману «По образу дракона» в 2003 году вышел мультфильм «Дети дождя». Также из-под пера Брюссоло вышло несколько реалистических (исторических и приключенческих) романов и детективов. 
Публиковался под псевдонимами Китти Дум, Д. Морлок, Акира Сюзуко и Зеб Шилликот.

### Фантастика
- Вид больного города в разрезе (1981)
- Сеятели бездны (1981)
- Сон крови (1982)
- Неподвижные борцы (1983)
- Железный карнавал (1983)
- Стальной зародыш (1984)
- Печальные песни сирен (1984)
- Гнев мрака (1986)
- Человек с глазами из напалма (1990)
- Чёрный ветер (1991)
- Зигрид и потерянные миры:
  - 1. Глаз осьминога
  - 2. Невеста жабы
  - 3. Великий Змей
  - 4. Пожиратели стен
- Пегги Сью:
- 1. День синей собаки
- 2. Сон демона
- 3. Бабочка из бездны
- 4. Заколдованный зоопарк
- 5. Чёрный замок
- 6. Подземное чудовище
- 7. Восстание драконов
- 8. Красные джунгли
- 9. Волшебный свет
- 10. Волк и фея
- 11. Проклятый цирк
- 12. Дерево из ниоткуда
- 13. Принцесса и свинцовый человек
- 14. Хрустальные слёзы
- Нушка и тайная магия:
- 1. Волшебная мантия
- 2. Проклятье короны
- 3. Пещера тысячи секретов

### Реалистическая и приключенческая литература
- Тяжёлый, как ветер (1981)
- Пожиратель мира (1993)
- Ночь яда (1999)
- На пороге ночи
- Зимняя жатва
- Ночная незнакомка
- Лабиринт фараона
- Замок отравителей
- Индейская комната
- Дом шёпотов

## Награды и премии
- Гран-при французской научной фантастики — рассказ «Безумный путь» («Funnyway», 1979)
- Гран-при французской научной фантастики — повесть «Вид больного города в разрезе» (1981)
- Премия Рони-старшего, — рассказ «Подземка, элементы мифологии метро» (1981)
- «Золотой Граули» — роман «Сон крови» (1982)
- Премия «Аполло» — роман «Сеятели бездны» (1984)
- Гран-при французской научной фантастики — роман «Операция „Хищные замочные скважины“» (1988)